# Tyler Boyd (football)
Pour les articles homonymes, voir Tyler Boyd et Boyd.
Tyler Dominic Boyd, né le 30 décembre 1994 à Tauranga en Nouvelle-Zélande, est un joueur international américain de soccer évoluant au poste d'ailier.

## Biographie

### Jeunesse
Tyler Boyd voit le jour à Tauranga, en Nouvelle-Zélande, d'un père néo-zélandais et d'une mère américaine. Il est élevé à Santa Ynez en Californie jusqu'à ses dix ans avant de revenir dans son pays natal.

### En club

#### Débuts (2011-2015)
Boyd commence sa carrière au club néo-zélandais du Waikato FC. Le 23 octobre 2011, il est titularisé pour son premier match professionnel en Premiership face à Auckland City (1-5). Boyd inscrit son premier but le 5 février 2012 contre la Team Wellington malgré une défaite 2-3. Le jeune attaquant clôt l'exercice avec quatre buts et trois passes décisives.
Il rejoint en 2012 le Wellington Phoenix et découvre la A-League.
Au cours de la saison 2014-2015, Boyd intègre le Wellington Phoenix Reserves, équipe réserve du club qui évolue en Premiership. Il réalise un excellent parcours en marquant dix buts en seulement six matchs et reçoit le trophée du meilleur buteur, à égalité avec Jackson et Lovemore.

#### Période délicate à Guimarães (2015-2019)
Repéré par le Vitória Guimarães, Boyd signe au club portugais en 2015. Le jeune attaquant est d'abord affecté avec l'équipe B où il évolue pendant deux saisons. Durant cette période difficile, Boyd n'apparaît qu'à deux reprises avec le groupe professionnel. Il fait ses débuts en Liga Nos le 17 janvier 2016, titulaire lors d'un succès 1-0 contre le FC Porto. 
Boyd affiche des statistiques relativement moyennes avec l'équipe réserve et n'est plus rappelé en équipe A à l'issue de la saison 2015-2016. Il marque treize buts en 73 rencontres de Ledman LigaPro de 2015 à 2017 avant de partir en prêt.

##### Prêts au CD Tondela (2017-2018) et au MKE Ankaragücü (2019)
En manque de temps de jeu, Boyd se fait prêter au CD Tondela à l'été 2017. Il marque son premier but en Liga Nos le 26 août 2017 à l'occasion d'un succès 0-3 face au Moreirense FC. Boyd termine la saison avec cinq buts et deux passes délivrées.
De retour au Vitória, Boyd entame la saison 2018-2019 avec l'espoir de prendre une place de titulaire. Après sept rencontres de championnat, il se blesse et ne retrouve les terrains qu'à la fin 2018. Ayant joué un total de 13 matchs pour un but, Boyd est prêté au club turc du MKE Ankaragücü pour le reste de la saison.
L'ailier découvre la Süper Lig le 2 février 2019 contre le Trabzonspor où il est d'emblée titulaire. La journée suivante, Boyd délivre deux passes décisives et contribue à une victoire 3-0 aux dépens du Kasımpaşa SK. Le 24 février, il ouvre son compteur face au BB Erzurumspor puis réalise une performance remarquée la journée suivante contre l'Antalyaspor. Boyd inscrit un but et distribue deux passes à Dever Orgill durant une victoire 2-4 à l'extérieur. Le duo qu'il forme avec ce dernier permet à l'Ankaragücü de se maintenir dans l'élite turque. Boyd termine son prêt en comptant six buts et quatre passes décisives en 14 matchs.

#### Beşiktaş JK (2019-2022)
Le 15 juillet 2019, Boyd signe au Beşiktaş JK. Il est titulaire pour ses débuts le 17 août 2019 lors d'une défaite 3-0 contre le Sivasspor en championnat. Boyd inscrit son premier but le 7 novembre face au Sporting Braga en Ligue Europa (défaite 3-1). Le club est éliminé de la compétition à la suite de cette rencontre, faute de points suffisants lui permettant de se qualifier pour les phases finales.

##### Prêt à Sivasspor (2021)
En 2021, le Beşiktaş JK le prête pour quelques mois à Sivasspor.

##### Prêt à Çaykur Rizespor (2021-2022)
En 2021, il est de nouveau prêté par son club pour une saison dans un autre club turc le Çaykur Rizespor.

##### Galaxy de Los Angeles (depuis 2023)
Le 20 février 2023, le Galaxy de Los Angeles recrute Tyler Boyd qui signe un contrat d'une saison.

### En sélection
Tyler Boyd est sélectionné en sélection néo-zélandaise pour la Coupe du monde des moins de 20 ans de 2013 qui se déroule en Turquie, où il joue tous les matchs en tant que titulaire.
Il honore sa première sélection en A le 5 mars 2014 lors d'un match amical contre le Japon (défaite 4-2).
Il compte cinq sélections pour zéro but en équipe de Nouvelle-Zélande.
En mai 2019, la demande de Boyd de changer d'équipe nationale pour rejoindre les États-Unis est acceptée par la FIFA. Peu de temps après, il est convoqué pour disputer la Gold Cup 2019. Il honore sa première sélection le 9 juin 2019 à l'occasion d'une rencontre amicale perdue 0-3 face au Venezuela. Pour son premier match de Gold Cup, Boyd réalise un doublé contre la Guyana lors d'une victoire fleuve 4-0,. Les États-Unis se hissent en finale mais s'inclinent face au Mexique sur le score de 1-0.

## Statistiques

### Statistiques détaillées
Ce tableau présente les statistiques en carrière de Tyler Boyd. À l'issue de la saison saison 2014-2015 de Premiership, il finit co-meilleur buteur avec dix réalisations.
| Saison                | Club                        | Championnat           | Championnat | Championnat | Championnat | Coupe nationale | Coupe nationale | Coupe nationale | Coupe de la Ligue | Coupe de la Ligue | Coupe de la Ligue | Compétition(s) continentale(s) | Compétition(s) continentale(s) | Compétition(s) continentale(s) | Compétition(s) continentale(s) | Nouvelle-Zélande États-Unis | Nouvelle-Zélande États-Unis | Nouvelle-Zélande États-Unis | Total | Total | Total |
| Saison                | Club                        | Division              | M.          | B.          | P.d.        | M.              | B.              | P.d.            | M.                | B.                | P.d.              | Comp.                          | M.                             | B.                             | P.d.                           | M.                          | B.                          | P.d.                        | M.    | B.    | P.d.  |
| 2011-2012             | Waikato FC                  | Premiership           | 14          | 4           | 3           | -               | -               | -               | -                 | -                 | -                 | -                              | -                              | -                              | -                              | -                           | -                           | -                           | 14    | 4     | 3     |
| 2012-2013             | Wellington Phoenix          | A-League              | 24          | 0           | 1           | -               | -               | -               | -                 | -                 | -                 | -                              | -                              | -                              | -                              | -                           | -                           | -                           | 24    | 0     | 1     |
| 2013-2014             | Wellington Phoenix          | A-League              | 20          | 2           | 3           | -               | -               | -               | -                 | -                 | -                 | -                              | -                              | -                              | -                              | 2                           | 0                           | 0                           | 22    | 2     | 3     |
| 2014-2015             | Wellington Phoenix          | A-League              | 4           | 2           | 1           | 1               | 0               | 0               | -                 | -                 | -                 | -                              | -                              | -                              | -                              | 3                           | 0                           | 0                           | 8     | 2     | 1     |
| Sous-total            | Sous-total                  | Sous-total            | 48          | 4           | 5           | 1               | 0               | 0               | -                 | -                 | -                 | -                              | -                              | -                              | -                              | 5                           | 0                           | 0                           | 54    | 4     | 5     |
| 2014-2015             | Wellington Phoenix Reserves | Premiership           | 6           | 10          | 0           | -               | -               | -               | -                 | -                 | -                 | -                              | -                              | -                              | -                              | -                           | -                           | -                           | 6     | 10    | 0     |
| 2015-2016             | Vitória Guimarães B         | Ledman LigaPro        | 39          | 5           | 1           | -               | -               | -               | -                 | -                 | -                 | -                              | -                              | -                              | -                              | -                           | -                           | -                           | 39    | 5     | 1     |
| 2016-2017             | Vitória Guimarães B         | Ledman LigaPro        | 34          | 8           | 3           | -               | -               | -               | -                 | -                 | -                 | -                              | -                              | -                              | -                              | -                           | -                           | -                           | 34    | 8     | 3     |
| Sous-total            | Sous-total                  | Sous-total            | 73          | 13          | 4           | -               | -               | -               | -                 | -                 | -                 | -                              | -                              | -                              | -                              | -                           | -                           | -                           | 73    | 13    | 4     |
| 2015-2016             | Vitória Guimarães           | Liga NOS              | 2           | 0           | 0           | -               | -               | -               | -                 | -                 | -                 | -                              | -                              | -                              | -                              | -                           | -                           | -                           | 2     | 0     | 0     |
| 2016-2017             | Vitória Guimarães           | Liga NOS              | -           | -           | -           | -               | -               | -               | -                 | -                 | -                 | -                              | -                              | -                              | -                              | -                           | -                           | -                           | 0     | 0     | 0     |
| 2018-2019             | Vitória Guimarães           | Liga NOS              | 10          | 0           | 0           | 2               | 1               | 2               | 1                 | 0                 | 0                 | -                              | -                              | -                              | -                              | -                           | -                           | -                           | 13    | 1     | 2     |
| Sous-total            | Sous-total                  | Sous-total            | 12          | 0           | 0           | 2               | 1               | 2               | 1                 | 0                 | 0                 | -                              | -                              | -                              | -                              | -                           | -                           | -                           | 15    | 1     | 2     |
| 2017-2018             | CD Tondela (prêt)           | Liga NOS              | 27          | 5           | 2           | 1               | 0               | 0               | 1                 | 0                 | 0                 | -                              | -                              | -                              | -                              | -                           | -                           | -                           | 29    | 5     | 2     |
| 2018-2019             | MKE Ankaragücü (prêt)       | Süper Lig             | 14          | 6           | 4           | -               | -               | -               | -                 | -                 | -                 | -                              | -                              | -                              | -                              | 5                           | 2                           | 0                           | 19    | 8     | 4     |
| 2019-2020             | Beşiktaş JK                 | Süper Lig             | 21          | 1           | 1           | 3               | 1               | 0               | -                 | -                 | -                 | C3                             | 4                              | 1                              | 0                              | 5                           | 0                           | 1                           | 33    | 3     | 2     |
| 2020-2021             | Beşiktaş JK                 | Süper Lig             | 4           | 1           | 0           | 0               | 0               | 0               | -                 | -                 | -                 | C1+C3                          | 1+1                            | 0                              | 0                              | -                           | -                           | -                           | 6     | 1     | 0     |
| 2022-2023             | Beşiktaş JK                 | Süper Lig             | 1           | 0           | 0           | -               | -               | -               | -                 | -                 | -                 | -                              | -                              | -                              | -                              | -                           | -                           | -                           | 1     | 0     | 0     |
| Sous-total            | Sous-total                  | Sous-total            | 26          | 2           | 1           | 3               | 1               | 0               | -                 | -                 | -                 | -                              | 6                              | 1                              | 0                              | 5                           | 0                           | 1                           | 40    | 4     | 2     |
| 2020-2021             | Sivasspor (prêt)            | Süper Lig             | 14          | 5           | 0           | 1               | 0               | 0               | -                 | -                 | -                 | -                              | -                              | -                              | -                              | -                           | -                           | -                           | 15    | 5     | 0     |
| 2021-2022             | Çaykur Rizespor (prêt)      | Süper Lig             | 29          | 2           | 3           | 0               | 0               | 0               | -                 | -                 | -                 | -                              | -                              | -                              | -                              | -                           | -                           | -                           | 29    | 2     | 3     |
| 2023                  | Galaxy de Los Angeles       | MLS                   | 0           | 0           | 0           | 0               | 0               | 0               | -                 | -                 | -                 | LCup                           | 0                              | 0                              | 0                              | -                           | -                           | -                           | 0     | 0     | 0     |
| Total sur la carrière | Total sur la carrière       | Total sur la carrière | 263         | 51          | 22          | 8               | 2               | 2               | 2                 | 0                 | 0                 | -                              | 6                              | 1                              | 0                              | 15                          | 2                           | 1                           | 294   | 56    | 25    |

### Buts en sélection
| 0 | Date         | Sél. | Lieu                                  | Résultat | Adversaire | Compétition   | Détail | Détail        | Détail |
| - | ------------ | ---- | ------------------------------------- | -------- | ---------- | ------------- | ------ | ------------- | ------ |
| 1 | 18 juin 2019 | 2    | Allianz Field, Saint Paul, États-Unis | 4-0      | Guyana     | Gold Cup 2019 | 51e    | du pied droit | 2-0    |
| 2 | 18 juin 2019 | 2    | Allianz Field, Saint Paul, États-Unis | 4-0      | Guyana     | Gold Cup 2019 | 81e    | du pied droit | 4-0    |